# Гелор Канга
Гелор Канга (фр. Guélor Kanga, нар. 1 вересня 1990, Оєм) — габонський футболіст, півзахисник клубу «Црвена Звезда» та національної збірної Габону.
Володар Кубка Росії. 

## Клубна кар'єра
Канга почав кар'єру 2007 року в клубі «Мангаспорт». У своєму дебютному сезоні він допоміг команді виграти чемпіонат. У 2010 році Гелор перейшов в «Міссіль» у складі, якого знову став чемпіоном Габону. Сезон 2012/13 він провів в клубі «Мунана», ставши володарем кубка Габону.

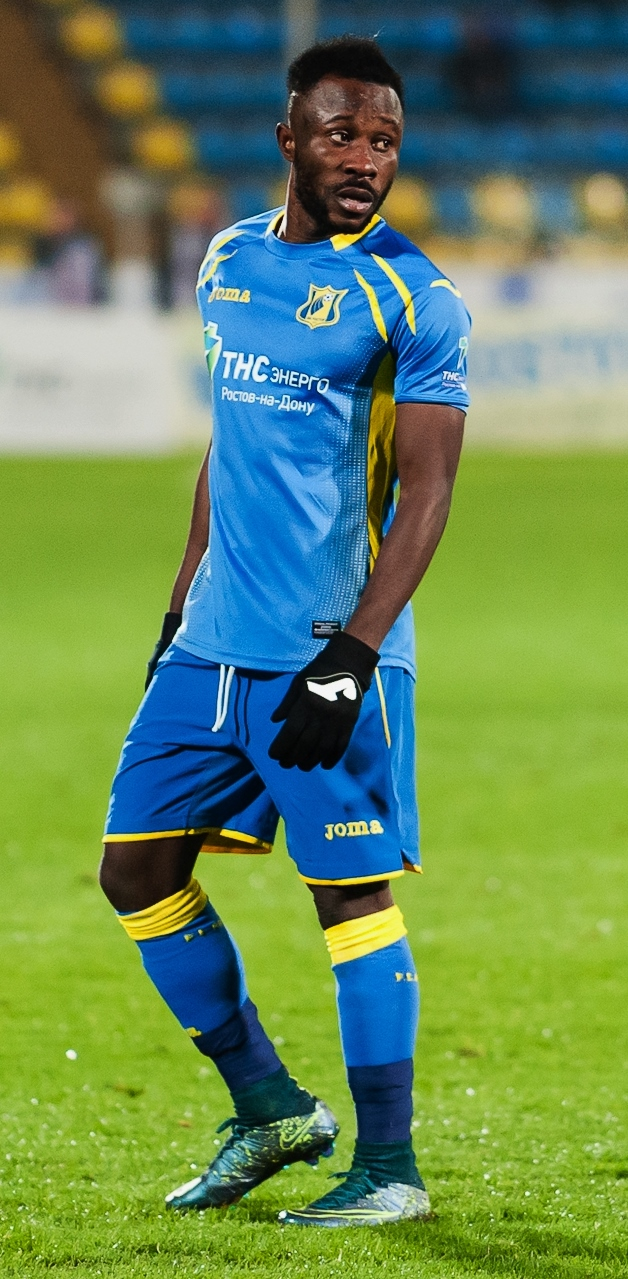
Канга у складі «Ростова»

2013 року уклав контракт з російським «Ростовом». 9 березня 2013 року у матчі проти владикавказької «Аланії» він дебютував у Прем'єр-лізі, замінивши у другому таймі Флорана Сінама-Понголя. 26 травня в поєдинку проти московського ЦСКА Гелор забив свій перший гол за «Ростов». У наступному сезоні Канга завоював місце в основі і допоміг клубу виграти Кубок Росії. З приходом в команду Курбана Бердиєва він трохи менше став виходити на поле. У 2016 році Гелор допоміг клубу виграти срібні медалі чемпіонату.
Влітку 2016 року Канга на правах вільного агента перейшов у сербську «Црвену Звезду» до свого колишнього тренера «Ростова» Міодрага Божовича. 12 липня в матчі кваліфікації Ліги чемпіонів проти мальтійської «Валлетти» він дебютував за нову команду. 26 липня у поєдинку кваліфікації чемпіонської ліги проти болгарського «Лудогорця» Гелор забив свій перший гол за «Црвену Звезду». 14 серпня в матчі проти «Радничок» він дебютував у чемпіонаті Сербії. Відтоді встиг відіграти за белградську команду 11 матчів в національному чемпіонаті.

## Виступи за збірну
5 червня 2012 року дебютував в офіційних іграх у складі національної збірної Габону в товариському матчі проти збірної ПАР. 
На початку 2015 року Гелор був включений в заявку національної збірної на участь у Кубку африканських націй у Екваторіальної Гвінеї. На турнірі він зіграв у матчах проти збірних Буркіна-Фасо, Конго та Екваторіальної Гвінеї. 
9 жовтня 2015 року в поєдинку проти Тунісу Канга забив свій перший гол за збірну.
Через два роки у складі збірної був учасником Кубка африканських націй 2017 року у Габоні.
Наразі провів у формі головної команди країни 32 матчі, забивши 2 голи.

### Голи за збірну Габону
| #   | Дата           | Місце                              | Суперник | Результат | Рахунок | Змагання         |
| --- | -------------- | ---------------------------------- | -------- | --------- | ------- | ---------------- |
| 01. | 9 жовтня 2015  | Олімпійський стадіон, Радес, Туніс | Туніс    | 3:3       | 3:3     | Товариський матч |
| 02. | 6 вересня 2016 | Лімбі, Лімбі, Камерун              | Камерун  | 1:1       | 2:1     | Товариський матч |

## Титули і досягнення
- Чемпіон Габону (2):

«Мангаспорт»: 2007-08
«Міссіль»: 2010-11
- Володар Кубка Габону (1):

«Мунана»: 2012-13
- Володар Кубка Росії (1):

«Ростов»: 2013-14
- Володар Кубка Чехії (1):

«Спарта»: 2019-20
- Чемпіон Сербії (5):

«Црвена Звезда»: 2020-21, 2021-22, 2022-23, 2023-24, 2024-25
- Володар Кубка Сербії (5):

«Црвена Звезда»: 2020-21, 2021-22, 2022-23, 2023-24, 2024-25